# Black Ice
Black Ice är den australiska rockgruppen AC/DC:s sextonde studioalbum. Albumet släpptes den 17 oktober 2008 i Tyskland, Italien och Sverige, den 18 oktober 2008 i Australien och den 20 oktober 2008 i resten av världen.
Black Ice var bandets första studioalbum på åtta år, det senaste var Stiff Upper Lip 2000. Uppehållet mellan de två albumen är det längsta i bandets historia.
Albumet producerades av Brendan O'Brien och mixades av Mike Fraser i The Warehouse Studio i Vancouver i British Columbia.
Första singeln från skivan, "Rock n Roll Train", släpptes den 28 augusti 2008 och en video till den dök upp på bandets webbplats den 19 september.
Albumet gavs ut med tre olika omslagsversioner (röd, gul och silverfärgad logotyp), samt i en begränsad utgåva med blå logotyp som även innehöll en 30-sidig bok med unika bilder.

## Låtlista
Samtliga låtar är komponerade av Angus Young och Malcolm Young.
1. "Rock n' Roll Train" - 4:21
2. "Skies on Fire" - 3:34
3. "Big Jack" - 3:57
4. "Anything Goes" - 3:22
5. "War Machine" - 3:09
6. "Smash n' Grab" - 4:06
7. "Spoilin' for a Fight" - 3:17
8. "Wheels" - 3:28
9. "Decibel" - 3:34
10. "Stormy May Day" - 3:10
11. "She Likes Rock n' Roll" - 3:53
12. "Money Made" - 4:15
13. "Rock n' Roll Dream" - 4:41
14. "Rocking All the Way" - 3:22
15. "Black Ice" - 3:25

## Medverkande
- Brian Johnson – sång
- Angus Young – sologitarr
- Malcolm Young – kompgitarr, bakgrundssång
- Cliff Williams – elbas, bakgrundssång
- Phil Rudd – trummor, percussion